# Faleyras
Faleyras (okzitanisch Faleiràs) ist eine französische Gemeinde mit 423 Einwohnern (Stand 1. Januar 2022) im Département Gironde in der Region Nouvelle-Aquitaine (vor 2016 Aquitaine). Sie gehört zum Arrondissement Langon und zum Kanton L’Entre-deux-Mers. Die Einwohner werden Faleyracais genannt.

## Geographie
Faleyras liegt im Weinbaugebiet Entre deux mers, etwa 37 Kilometer ostsüdöstlich von Bordeaux. Umgeben wird Faleyras von den Nachbargemeinden Daignac im Norden, Romagne im Osten, Cessac im Südosten, Bellebat im Süden, Targon im Südwesten und Westen, Blésignac im Westen sowie Dardenac im Nordwesten.

## Bevölkerungsentwicklung
| Jahr                       | 1962 | 1968 | 1975 | 1982 | 1990 | 1999 | 2011 | 2020 |
| Einwohner                  | 308  | 285  | 280  | 289  | 299  | 309  | 397  | 430  |
| Quellen: Cassini und INSEE |      |      |      |      |      |      |      |      |

## Sehenswürdigkeiten
- Kirche Saint-Gervais-et-Saint-Protais aus dem 12. Jahrhundert, Monument historique
- Friedhofskreuz, seit 2001 Monument historique

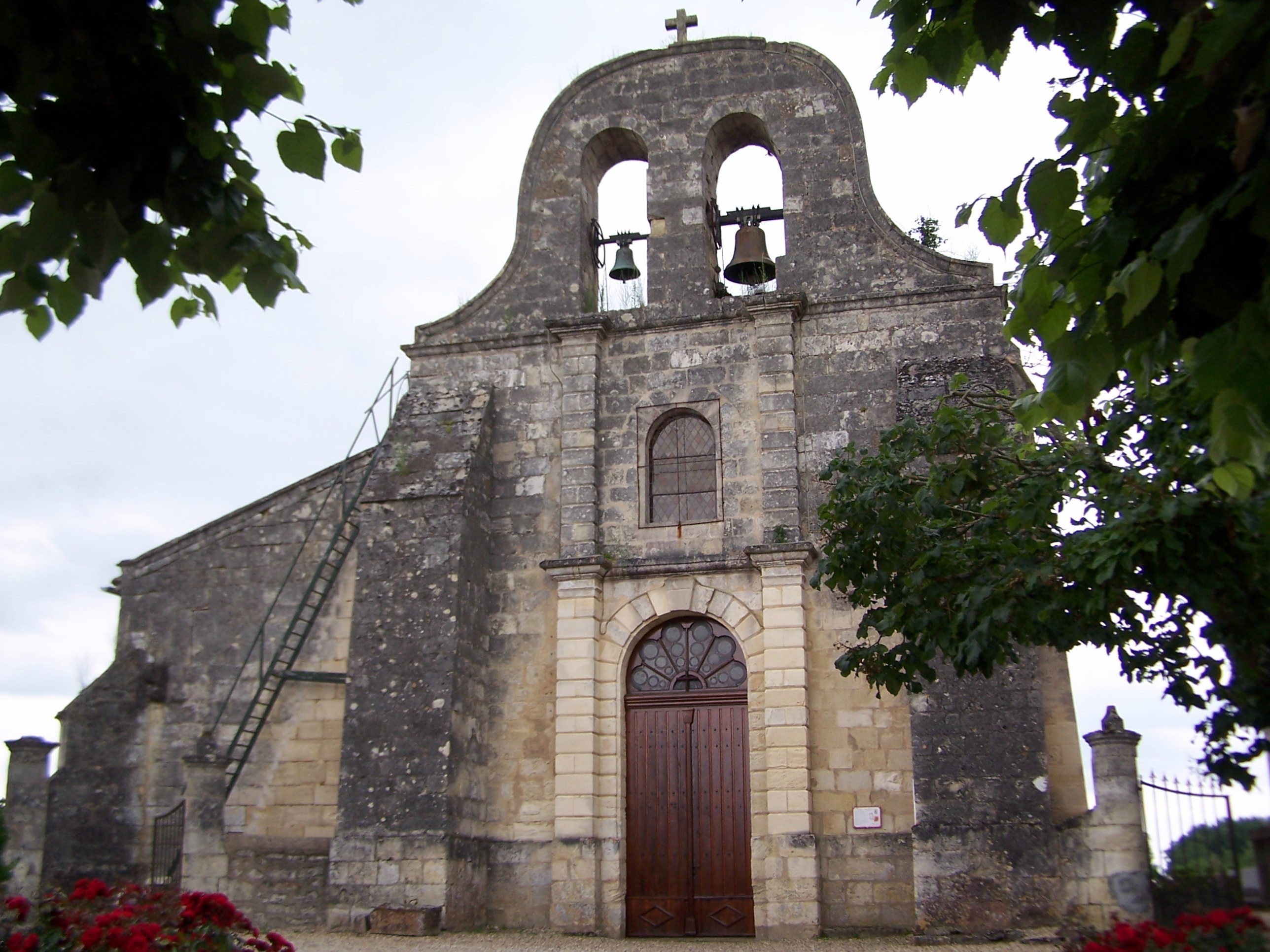
Kirche Saint-Gervais-et-Saint-Protais
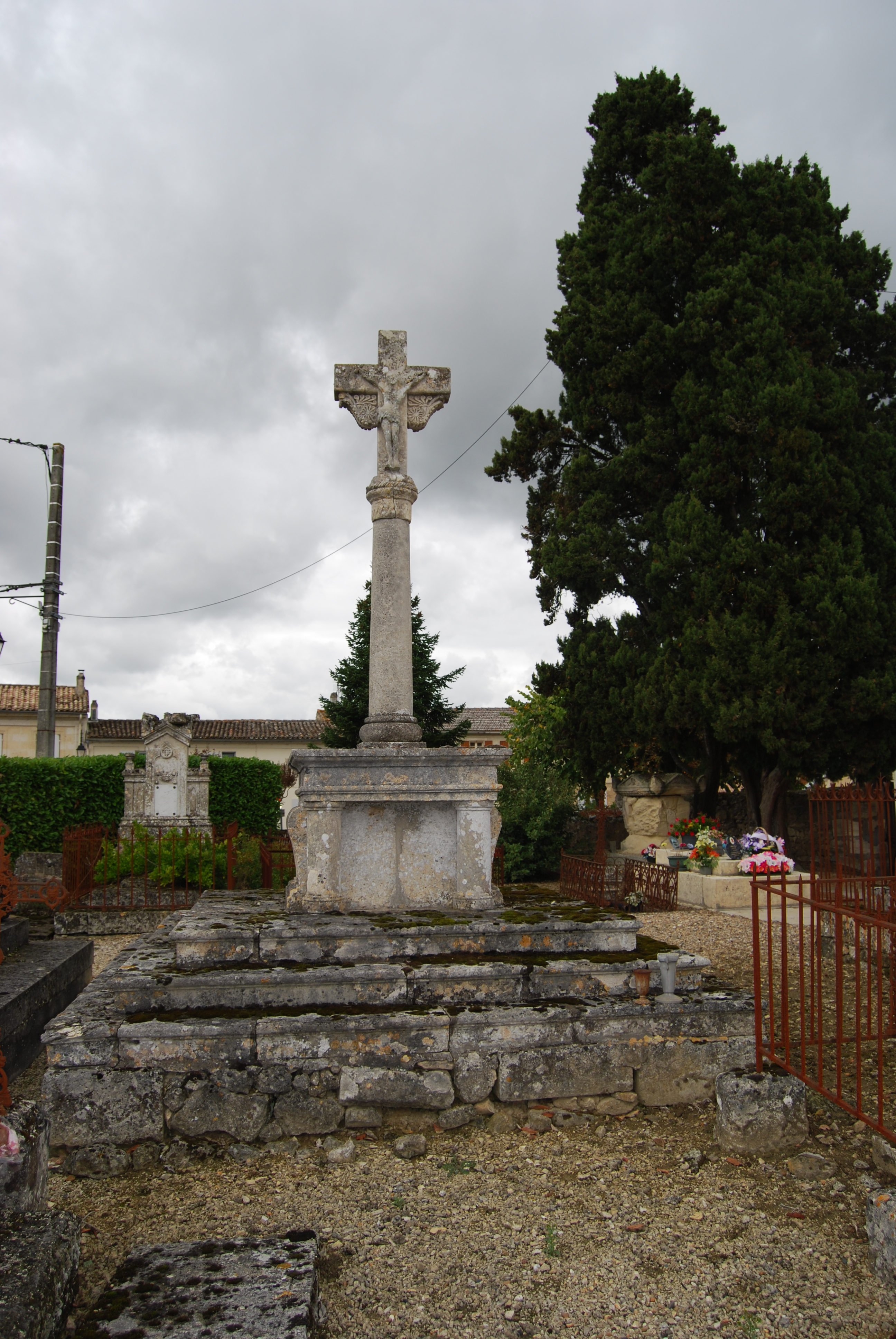
Friedhofskreuz
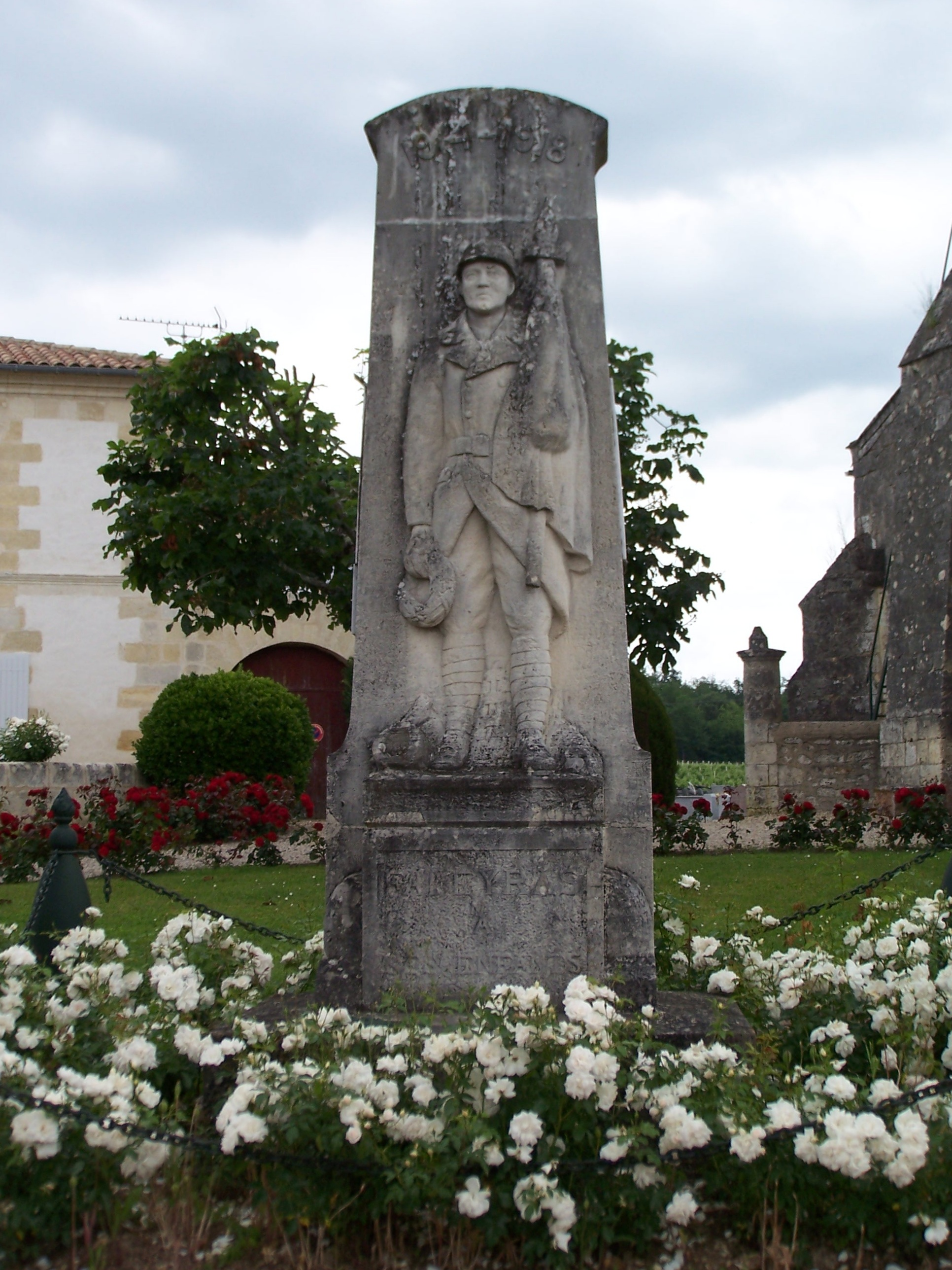
Gefallenendenkmal